# Viana (Maranhão)
Viana is een gemeente in de Braziliaanse deelstaat Maranhão. De gemeente telt 49.348 inwoners (schatting 2009).
De plaats is zetel van het rooms-katholieke bisdom Viana.
De gemeente grenst aan Cajari, Penalva, Vitória do Mearim, Matinha en Monção.